# Al-Tahawi

L'imam َAbū Ǧaʿfar Aḥmad b. Muḥammad b. Salāmah al-Azdī at-Ṭaḥāwī al-Ḥanafī (843 ou 853 à 935), l'un des plus éminents savants de l'école juridique sunnite hanafite. Il naquit en 239 et mourut en 321 de l'hégire. Il est l'auteur de plusieurs ouvrages de droit et de hadiths dont l'ouvrage de référence sur le credo sunnite, intitulé "Bayān ʿaqīdat ahl al-sunna wa-l-ǧamāʿa" (Exposition de la profession de foi des gens de la Sunna et de la Communauté), connu sous le nom de la ʿAqīda al-Ṭaḥāwiyya (La profession de foi d'al-Ṭaḥāwī), et fut maintes fois commenté (Šarḥ) par nombre d'oulémas sunnites.

## Sa famille
Il est issu de la tribu arabe des Azd, branche de la tribu de Qahtan.
Son oncle est l'Imâm Ismâ'îl Ibn Yahyâ Al Muzanî, savant du Salaf et élève de l’imam Al-Chafi’i.

## Ses œuvres
- Bayân-ul-i'tiqâd Ahl-is-sunnah, appelé couramment 'Aqîdah Ut Tahâwiyyah, rapportant les croyances des salafs partagées par tous les musulmans sunnites.
- Sharh Ma'ani al-Athar
- Sunan Al-Shâfi'î
- Mushkil Al-Âthâr
- Ahkâm al-Qur'an
- Sharh Al-Jâmi' al-Kabîr
- Sharh Al-Jâmi' al-Saghîr
- Al-Shuroût al-Kabîr
- Al-Shuroût al-Saghîr
- Nawâdir al-Fiqhiyyah
- Ikhtilaf al-‘Ulama
- Kitâb al-târîkh

## Son statut
Ses contemporains le considèrent comme un bon muhaddith (savant du hadith), et un narrateur fiable. Il devint l'érudit hanafite le plus célèbre en Égypte. À ses débuts, il était de rite chafiite puis préféra le madhhab d'Abou Hanifa ; de même, il connaissait des règles de fiqh d'autres madhâhib si bien que les règles des quatre madhhabs ne lui étaient pas étrangères.
- Al-Dhahabi dit de lui :

« Il était le faqîh, le Muhaddith, le hâfidh, l'un parmi les élites, et il était fiable, sérieux, connaisseur du fiqh et intelligent »
- Ibn Kathir dit de lui :

« Il était une personne fiable, sérieuse et parmi les plus brillants savants du hadith »

## Sa mort
Il mourut un jeudi, au début du mois de Dhul Qi'dah, en l'an 321 de l'hégire. Il est enterré dans le cimetière de Al Qarâfah en Égypte.